# Pelochrista dagestana
Pelochrista dagestana is een vlinder uit de familie bladrollers (Tortricidae). De wetenschappelijke naam is voor het eerst geldig gepubliceerd in 1949 door Obraztsov.
De soort komt voor in Europa.